# Campeonato Mundial de Atletismo de 2009 - 100 m masculino
A prova dos 100 metros masculino do Campeonato Mundial de Atletismo de 2009 foi disputada entre 15 e 16 de agosto no Olympiastadion, em Berlim.

## Recordes
Antes desta competição, os recordes mundiais e do campeonato nesta prova eram os seguintes:
| Tipo                  | Atleta         | Tempo | Local   | Data                 | Ref |
| --------------------- | -------------- | ----- | ------- | -------------------- | --- |
|                       | Usain Bolt     | 9.69  | Pequim  | 16 de agosto de 2008 | ver |
| Recorde do campeonato | Maurice Greene | 9.80  | Sevilha | 22 de agosto de 1999 | ver |

## Medalhistas
| Ouro             | Prata           | Bronze             |
| Usain Bolt (JAM) | Tyson Gay (USA) | Asafa Powell (JAM) |

## Resultados

### Eliminatórias
Estes são os resultados das eliminatórias. Os 90 atletas inscritos foram divididos em doze baterias, se classificando para as quartas de final os três melhores de cada bateria (Q) mais os quatro melhores tempos no geral (q).
| Bateria 1 | Bateria 1                 | Bateria 1 | Bateria 1            |
| Pos.      | Atleta                    | Tempo     | Notas                |
| --------- | ------------------------- | --------- | -------------------- |
| 1         | JAM Michael Frater        | 10.30 (Q) |                      |
| 2         | POR Arnaldo Abrantes      | 10.41 (Q) |                      |
| 3         | JPN Shintaro Kimura       | 10.47 (Q) |                      |
| 4         | ITA Simone Collio         | 10.49     |                      |
| 5         | SLO Matic Osovnikar       | 10.52     |                      |
| 6         | CAF Berenger Aymard Bosse | 10.55     |                      |
| 7         | SOL Jack Iroga            | 10.98     | Recorde da temporada |
|           | GIB Dominic Carroll       | DNF       |                      |

| Bateria 2 | Bateria 2                    | Bateria 2 | Bateria 2       |
| Pos.      | Atleta                       | Tempo     | Notas           |
| --------- | ---------------------------- | --------- | --------------- |
| 1         | USA Darvis Patton            | 10.26 (Q) |                 |
| 2         | ITA Emanuele Di Gregorio     | 10.35 (Q) |                 |
| 3         | JPN Masashi Eriguchi         | 10.38 (Q) |                 |
| 4         | OMA Barakat Al-Harthi        | 10.41     |                 |
| 5         | GER Stefan Schwab            | 10.50     |                 |
| 6         | PAK Liqat Ali                | 10.64     |                 |
| 7         | GUI Oumar Bella Bah          | 11.20     | Recorde pessoal |
|           | CGO Delivert Arsene Kimbembe | DNS       |                 |

| Bateria 3 | Bateria 3             | Bateria 3 | Bateria 3       |
| Pos.      | Atleta                | Tempo     | Notas           |
| --------- | --------------------- | --------- | --------------- |
| 1         | FRA Martial Mbandjock | 10.28 (Q) |                 |
| 2         | NGR Obinna Metu       | 10.38 (Q) |                 |
| 3         | JAM Asafa Powell      | 10.38 (Q) |                 |
| 4         | MAR Aziz Ouhadi       | 10.40     |                 |
| 5         | BAH Derrick Atkins    | 10.44     |                 |
| 6         | SMR Ivano Bucci       | 11.24     |                 |
| 7         | PLW Leon Mengloi      | 11.60     | Recorde pessoal |

| Bateria 4 | Bateria 4               | Bateria 4 | Bateria 4            |
| Pos.      | Atleta                  | Tempo     | Notas                |
| --------- | ----------------------- | --------- | -------------------- |
| 1         | GBR Dwain Chambers      | 10.18 (Q) |                      |
| 2         | NGR Olusoji A. Fasuba   | 10.31 (Q) |                      |
| 3         | USA Monzavous Edwards   | 10.32 (Q) |                      |
| 4         | CIV Ben Youssef Meité   | 10.41     |                      |
| 5         | SRI Shehan Abeypitiyage | 10.53     |                      |
| 6         | GAB Wilfried Bingangoye | 10.62     |                      |
| 7         | BRU Mohamed Faisal      | 11.12     | Recorde pessoal      |
| 8         | AFG Massoud Azizi       | 11.79     | Recorde da temporada |

| Bateria 5 | Bateria 5               | Bateria 5 | Bateria 5       |
| Pos.      | Atleta                  | Tempo     | Notas           |
| --------- | ----------------------- | --------- | --------------- |
| 1         | ANT Daniel Bailey       | 10.26 (Q) |                 |
| 2         | NOR Jaysuma Saidy Ndure | 10.35 (Q) |                 |
| 3         | BAH Adrian Griffith     | 10.37 (Q) |                 |
| 4         | GER Tobias Unger        | 10.42     |                 |
| 5         | ISV Adrian Durant       | 10.46     |                 |
| 6         | SUR Jurgen Themen       | 11.24     |                 |
| 7         | FSM Yondan Namelo       | 11.78     | Recorde pessoal |

| Bateria 6 | Bateria 6                 | Bateria 6 | Bateria 6            |
| Pos.      | Atleta                    | Tempo     | Notas                |
| --------- | ------------------------- | --------- | -------------------- |
| 1         | FRA Christophe Lemaître   | 10.23 (Q) |                      |
| 2         | TRI Marc Burns            | 10.39 (Q) |                      |
| 3         | POL Dariusz Kuc           | 10.46 (Q) |                      |
| 4         | AUT Ryan Moseley          | 10.58     |                      |
| 5         | ECU Franklin Nazareno     | 10.71     |                      |
| 6         | HKG Chi Ho Tsui           | 10.77     |                      |
| 7         | BAN Mohamed Masudul Karim | 11.32     | Recorde da temporada |
| 8         | NRU Quaski Itaia          | 11.76     | Recorde da temporada |

| Bateria 7 | Bateria 7                   | Bateria 7 | Bateria 7            |
| Pos.      | Atleta                      | Tempo     | Notas                |
| --------- | --------------------------- | --------- | -------------------- |
| 1         | BAR Andrew Hinds            | 10.30 (Q) |                      |
| 2         | GBR Simeon Williamson       | 10.34 (Q) |                      |
| 3         | FRA Ronald Pognon           | 10.35 (Q) |                      |
| 4         | GER Martin Keller           | 10.35 (q) | Recorde da temporada |
| 5         | ESP Ángel David Rodríguez   | 10.39 (q) | Recorde da temporada |
| 6         | BRA Basílio de Moraes       | 10.54     |                      |
| 7         | AIA Denvil Ruan             | 11.31     | Recorde pessoal      |
| 8         | LAO Soulisack Silisavadymao | 11.66     | Recorde da temporada |

| Bateria 8 | Bateria 8              | Bateria 8 | Bateria 8            |
| Pos.      | Atleta                 | Tempo     | Notas                |
| --------- | ---------------------- | --------- | -------------------- |
| 1         | QAT Samuel Francis     | 10.21 (Q) |                      |
| 2         | TRI Emmanuel Callander | 10.24 (Q) |                      |
| 3         | AHO Churandy Martina   | 10.26 (Q) |                      |
| 4         | COL Daniel Grueso      | 10.27 (q) |                      |
| 5         | HON Rolando Palacios   | 10.28 (q) | Recorde da temporada |
| 6         | INA Fernando Lumain    | 10.76     |                      |
| 7         | MDV Hussain Haleem     | 11.00     | Recorde nacional     |
| 8         | GAM Suwaibou Sanneh    | 11.02     | Recorde da temporada |

| Bateria 9 | Bateria 9               | Bateria 9 | Bateria 9            |
| Pos.      | Atleta                  | Tempo     | Notas                |
| --------- | ----------------------- | --------- | -------------------- |
| 1         | JAM Usain Bolt          | 10.20 (Q) |                      |
| 2         | ZAM Gerald Phiri        | 10.30 (Q) |                      |
| 3         | NGR Egwero Ogho-Oghene  | 10.30 (Q) |                      |
| 4         | CAN Bryan Barnett       | 10.42     |                      |
| 5         | BRA José Carlos Moreira | 10.55     |                      |
| 6         | TGA Aisea Tohi          | 11.32     |                      |
| 7         | TUV Okilani Tinilau     | 11.57     | Recorde da temporada |

| Bateria 10 | Bateria 10           | Bateria 10 | Bateria 10           |
| Pos.       | Atleta               | Tempo      | Notas                |
| ---------- | -------------------- | ---------- | -------------------- |
| 1          | TRI Richard Thompson | 10.36 (Q)  |                      |
| 2          | GBR Tyrone Edgar     | 10.42 (Q)  |                      |
| 3          | RSA Simon Magakwe    | 10.54 (Q)  |                      |
| 4          | GHA Aziz Zakari      | 10.57      |                      |
| 5          | BUR Idrissa Sanou    | 10.74      |                      |
| 6          | COM Mhadjou Youssouf | 10.89      | Recorde da temporada |
| 7          | BUL Desislav Gunev   | 11.07      |                      |
| 8          | KIR Nooa Takooa      | 11.74      | Recorde pessoal      |

| Bateria 11 | Bateria 11          | Bateria 11 | Bateria 11      |
| Pos.       | Atleta              | Tempo      | Notas           |
| ---------- | ------------------- | ---------- | --------------- |
| 1          | USA Tyson Gay       | 10.16 (Q)  |                 |
| 2          | SKN Kim Collins     | 10.28 (Q)  |                 |
| 3          | ITA Fabio Cerutti   | 10.36 (Q)  |                 |
| 4          | CAY Kemar Hyman     | 10.59      |                 |
| 5          | DOM Carlos Jorge    | 10.73      |                 |
| 6          | ASA Aaron Victorian | 11.37      | Recorde pessoal |
| 7          | COK Tiraa Arere     | 11.55      |                 |

| Bateria 12 | Bateria 12 | Bateria 12 | Bateria 12      |
| Pos.       | Atleta | Tempo      | Notas           |
| ---------- | --- | ---------- | --------------- |
| 1          | USA Michael Rodgers | 10.25 (Q)  |                 |
| 2          | JPN Naoki Tsukahara | 10.28 (Q)  |                 |
| 3          | GUY Adam Harris | 10.35 (Q)  |                 |
| 4          | BAR Ramon Gittens | 10.47      |                 |
| 5          | SUI Cédric Nabe | 10.51      |                 |
| 6          | SEY Danny D'Souza | 10.92      |                 |
| 7          | MHL Phillip Poznanski | 11.97      | Recorde pessoal |
| 8          | [[Ficheiro:Predefinição:Country flag IOC alias NMI\|22x20px\|border\|Predefinição:Country IOC alias NMI]]NMI Clayton Kenty | 12.29      | Recorde pessoal |

### Quartas-de-final
Estes são os resultados das quartas-de-final. Os 40 atletas classififcados foram divididos em cinco baterias, se classificando para as semifinais os três melhores de cada bateria (Q) mais o melhor tempo no geral (q).
| Bateria 1 | Bateria 1                | Bateria 1 | Bateria 1            |
| Pos.      | Atleta                   | Tempo     | Notas                |
| --------- | ------------------------ | --------- | -------------------- |
| 1         | GBR Dwain Chambers       | 10.04 (Q) | Recorde da temporada |
| 2         | TRI Richard Thompson     | 10.08 (Q) |                      |
| 3         | FRA Martial Mbandjock    | 10.22 (Q) |                      |
| 4         | ITA Emanuele Di Gregorio | 10.26     |                      |
| 5         | GUY Adam Harris          | 10.39     |                      |
| 6         | POR Arnaldo Abrantes     | 10.40     |                      |
| 7         | GER Martin Keller        | 10.40     |                      |
| 8         | JPN Masashi Eriguchi     | 10.45     |                      |

| Bateria 2 | Bateria 2               | Bateria 2 | Bateria 2        |
| Pos.      | Atleta                  | Tempo     | Notas            |
| --------- | ----------------------- | --------- | ---------------- |
| 1         | USA Michael Rodgers     | 10.01 (Q) |                  |
| 2         | GBR Tyrone Edgar        | 10.12 (Q) |                  |
| 3         | JPN Naoki Tsukahara     | 10.15 (Q) |                  |
| 4         | ZAM Gerald Phiri        | 10.16 (q) | Recorde nacional |
| 5         | NGR Egwero Ogho-Oghene  | 10.19     | Recorde pessoal  |
| 6         | RSA Simon Magakwe       | 10.71     |                  |
|           | COL Daniel Grueso       | DSQ       |                  |
|           | FRA Christophe Lemaître | DSQ       |                  |

| Bateria 3 | Bateria 3             | Bateria 3 | Bateria 3 |
| Pos.      | Atleta                | Tempo     | Notas     |
| --------- | --------------------- | --------- | --------- |
| 1         | JAM Asafa Powell      | 9.95 (Q)  |           |
| 2         | USA Darvis Patton     | 10.05 (Q) |           |
| 3         | TRI Marc Burns        | 10.12 (Q) |           |
| 4         | SKN Kim Collins       | 10.20     |           |
| 5         | QAT Samuel Francis    | 10.20     |           |
| 6         | NGR Olusoji A. Fasuba | 10.25     |           |
| 7         | FRA Ronald Pognon     | 10.27     |           |
| 8         | JPN Shintaro Kimura   | 10.54     |           |

| Bateria 4 | Bateria 4                 | Bateria 4 | Bateria 4            |
| Pos.      | Atleta                    | Tempo     | Notas                |
| --------- | ------------------------- | --------- | -------------------- |
| 1         | USA Tyson Gay             | 9.98 (Q)  |                      |
| 2         | JAM Michael Frater        | 10.09 (Q) |                      |
| 3         | NOR Jaysuma Saidy Ndure   | 10.16 (Q) |                      |
| 4         | BAR Andrew Hinds          | 10.23     |                      |
| 5         | BAH Adrian Griffith       | 10.28     |                      |
| 6         | NGR Obinna Metu           | 10.36     |                      |
| 7         | ITA Fabio Cerutti         | 10.37     |                      |
| 8         | ESP Ángel David Rodríguez | 10.39     | Recorde da temporada |

| Bateria 5 | Bateria 5              | Bateria 5 | Bateria 5            |
| Pos.      | Atleta                 | Tempo     | Notas                |
| --------- | ---------------------- | --------- | -------------------- |
| 1         | ANT Daniel Bailey      | 10.02 (Q) |                      |
| 2         | JAM Usain Bolt         | 10.03 (Q) |                      |
| 3         | USA Monzavous Edwards  | 10.15 (Q) |                      |
| 4         | AHO Churandy Martina   | 10.19     |                      |
| 5         | GBR Simeon Williamson  | 10.23     |                      |
| 6         | HON Rolando Palacios   | 10.24     | Recorde da temporada |
| 7         | TRI Emmanuel Callander | 10.27     |                      |
| 8         | POL Dariusz Kuc        | 10.38     |                      |

### Semifinais
Estes são os resultados das semifinais. Os 16 atletas classificados foram divididos em duas baterias, se classificando para a final os quatro melhores de cada bateria (Q).
| Semifinal 1 | Semifinal 1             | Semifinal 1 | Semifinal 1          |
| Pos.        | Atleta                  | Tempo       | Notas                |
| ----------- | ----------------------- | ----------- | -------------------- |
| 1           | JAM Usain Bolt          | 9.89 (Q)    |                      |
| 2           | ANT Daniel Bailey       | 9.96 (Q)    |                      |
| 3           | USA Darvis Patton       | 9.98 (Q)    | Recorde da temporada |
| 4           | TRI Marc Burns          | 10.01 (Q)   | Recorde da temporada |
| 5           | USA Michael Rodgers     | 10.04       |                      |
| 6           | FRA Martial Mbandjock   | 10.18       |                      |
| 7           | NOR Jaysuma Saidy Ndure | 10.20       |                      |
|             | GBR Tyrone Edgar        | DSQ         |                      |

| Semifinal 2 | Semifinal 2           | Semifinal 2 | Semifinal 2          |
| Pos.        | Atleta                | Tempo       | Notas                |
| ----------- | --------------------- | ----------- | -------------------- |
| 1           | USA Tyson Gay         | 9.93 (Q)    |                      |
| 2           | JAM Asafa Powell      | 9.95 (Q)    |                      |
| 3           | TRI Richard Thompson  | 9.98 (Q)    | Recorde da temporada |
| 4           | GBR Dwain Chambers    | 10.04 (Q)   | Recorde da temporada |
| 5           | JAM Michael Frater    | 10.14       |                      |
| 6           | USA Monzavous Edwards | 10.14       |                      |
| 7           | ZAM Gerald Phiri      | 10.19       |                      |
| 8           | JPN Naoki Tsukahara   | 10.25       |                      |

### Final
Estes são os resultados da final:
| Pos.              | Atleta               | Tempo | Notas                |
| ----------------- | -------------------- | ----- | -------------------- |
| Medalha de ouro   | JAM Usain Bolt       | 9.58  | Recorde mundial      |
| Medalha de prata  | USA Tyson Gay        | 9.70  | Recorde nacional     |
| Medalha de bronze | JAM Asafa Powell     | 9.84  | Recorde da temporada |
| 4                 | ANT Daniel Bailey    | 9.93  |                      |
| 5                 | TRI Richard Thompson | 9.93  | Recorde da temporada |
| 6                 | GBR Dwain Chambers   | 10.00 | Recorde da temporada |
| 7                 | TRI Marc Burns       | 10.00 | Recorde da temporada |
| 8                 | USA Darvis Patton    | 10.34 |                      |

## Novos recordes
| Tipo                  | Atleta     | Tempo | Local  | Data                 | Ref |
| --------------------- | ---------- | ----- | ------ | -------------------- | --- |
|                       | Usain Bolt | 9.58  | Berlim | 16 de agosto de 2009 | ver |
| Recorde do campeonato | Usain Bolt | 9.58  | Berlim | 16 de agosto de 2009 | ver |

Legenda
| Recorde mundial       | Recorde mundial (World record)               |                       | Recorde africano                      | Recorde africano (African) |                                           | Q | Classificado por posição (Qualified) |
| Recorde do campeonato | Recorde do campeonato (Championship record)  | Recorde da América    | Recorde da América (Americas)         | q                          | Classificado por melhor tempo (Qualified) |   |                                      |
| Melhor marca do ano   | Melhor marca do ano (World leading)          | Recorde asiático      | Recorde asiático (Asian)              | DNS                        | Não largou (Did not start)                |   |                                      |
| Recorde nacional      | Recorde nacional (National record)           | Recorde europeu       | Recorde europeu (European)            | DNF                        | Não terminou (Did not finish)             |   |                                      |
| Recorde pessoal       | Recorde pessoal do atleta (Personal best)    | Recorde da Oceania    | Recorde da Oceania (Oceania)          | DSQ / DQ                   | Desclassificado (Disqualified)            |   |                                      |
| Recorde da temporada  | Recorde da temporada do atleta (Season best) | Recorde sul-americano | Recorde sul-americano (South America) | NM                         | Sem marca (No mark)                       |   |                                      |